# Renée Beaulieu
Renée Beaulieu (...) è una regista e sceneggiatrice canadese.

## Biografia
Esordisce al cinema col il film Le Garagiste nel 2015. Originaria di Trois-Pistoles, Quebec, Beaulieu ha lavorato per molti anni come farmacista fino a quando ha deciso di assecondare la sua primaria vocazione e tornare alla scuola di cinema.
Attualmente è docente di studi cinematografici all'Università di Montréal. La sua prima sceneggiatura, Le ring, è stata diretta da 
Anaïs Barbeau-Lavalette nel 2007. In seguito ha anche scritto e diretto i cortometraggi Qui, Coupable e Le Vide prima di realizzare nel 2015, in qualità di produttrice, Le Garagiste, il cui tema centrale di un uomo che viene a patti con la sua mortalità mentre soffre di malattie renali, è stato ispirato dalla vicenda di cui lei stessa ha fatto esperienza negli anni di lavoro da farmacista. Per questo film Beaulieu ha curato anche il montaggio. Al Canadian Screen Awards nel 2016, è stata nominata per il miglior montaggio.
Nell’autunno del 2018 esce, tratto dalla sua sceneggiatura, Les salopes ou le sucre naturel de la peau, che segna il suo debutto come regista. Il film, venduto in Germania, Giappone e Taiwan, partecipa alla selezione ufficiale del Toronto International Film Festival.
Il film narra la vicenda di Marie-Claire, docente di dermatologia, che lavora a un progetto di ricerca scientifica sulle cellule della pelle e su come esse sono influenzate dalla sessualità. Una catena di eventi fa irruzione nella sua carriera, nella sua famiglia e soprattutto nella sua vita intima. Nel film la sessualità femminile, complessa e sovversiva, assurge al livello di protagonismo e di soggetto attivo privilegiando la prospettiva della protagonista e rifiutando la rappresentazione della sessualità femminile in termini negativi e peggiorativi. Per questo film Brigitte Poupart ha ricevuto la candidatura come migliore interprete femminile al Canadian Screen Awards nel 2019.
Dal 2019 Renée Beaulieu è direttrice dei programmi di scrittura all’Institut National de l’Image et du Son (INIS) di Montreal. Sul finire del 2019 ha completato le riprese del  film Inès distribuito nel 2021.

## Filmografia

### Regia e sceneggiatrice

#### Lungometraggi
- Le Garagiste (2015)
- Les salopes ou le sucre naturel de la peau (2018)
- Inès (2021)

#### Cortometraggi
- Qui (2008)
- Coupable (2010)
- Le vide (2011)
- 1805 A rue des Papillons (2019)

### Sceneggiatrice
- Kaboum - serie TV (2007)
- Le ring, regia di Anaïs Barbeau-Lavalette (2007)

## Pubblicazioni
- La Fragilite des bêtes, racconto, Revue Moebius, numéro 128, 2010
- Ad ovo, raccolta di articoli, Revue Synopsis, Mainfilm, 2000-2003
- Je me contrôle, Poesie, Le havre des femmes, # 22, 1995
- En vie de vivre, Poesie, Le marginal, 1994.

## Riconoscimenti
- Bourse du Conseil des arts et des lettres du Québec
  - 2019 – per Les Salopes
- Canadian Screen Awards
  - 2019 – Candidatura miglior sceneggiatura per Les Salopes
- CMPA indiscreen awards
  - 2018 – Candidatura Producteur émergent per Les Salopes
- Film Fest Kosova – Goddess on the Throne
  - 2017 – Miglior film per Le Garagiste
- International Film and Photography Jakarta
  - 2015 – Platinum Award per Le Garagiste
- Lady’s First international Film Festival	
  - 2017 Miglior film per Le Garagiste
- Lucania Film Festival
  - 2016 – Miglior film per Le Garagiste
- Montgomery International Film Festival
  - 2019 – Premio per la miglior regia a Les Salopes
- Sguardi Altrove – International Women's Film Festival
  - 2016 – Menzione speciale per Le Garagiste